# Zeltnera multicaulis
Zeltnera multicaulis är en gentianaväxtart som först beskrevs av Benjamin Lincoln Robinson, och fick sitt nu gällande namn av G.Mans.. Zeltnera multicaulis ingår i släktet Zeltnera och familjen gentianaväxter. Inga underarter finns listade i Catalogue of Life.